# Allan Frost Archer
Allan Frost Archer (Boston, 22 gennaio 1908 – Milledgeville, 9 maggio 1994) è stato un entomologo e aracnologo statunitense.

## Biografia
Piuttosto scarne le sue notizie biografiche; è stato attivo nella seconda metà del secolo scorso e soprattutto fra il 1940 e il 1971 ha descritto numerose specie e generi di aracnidi e diverse specie di chiocciole in vari stati degli Stati Uniti.

## Taxa descritti (parziale)
Fra i taxa descritti ricordiamo in ordine alfabetico i seguenti generi:
- Agalenatea ARCHER, 1951
- Colphepeira ARCHER, 1941
- Eriovixia ARCHER, 1951
- Gibbaranea ARCHER, 1951
- Yaginumia ARCHER, 1960

e le seguenti specie di ragni della Famiglia Araneidae.
- Alpaida elegantula ARCHER, 1965
- Alpaida haligera ARCHER, 1971
- Araneus andrewsi ARCHER, 1951
- Araneus iviei ARCHER, 1951
- Araneus mammatus ARCHER, 1951
- Araneus montereyensis ARCHER, 1951
- Araneus santarita ARCHER, 1951
- Araneus texanus ARCHER, 1951
- Cyphalonotus benoiti ARCHER, 1965
- Gasteracantha cancriformis gertschi ARCHER, 1941
- Gasteracantha thomasinsulae ARCHER, 1951
- Kapogea alayoi ARCHER, 1958
- Lewisepeira farri ARCHER, 1958
- Mecynogea martiana ARCHER, 1958
- Metazygia carolinalis ARCHER, 1951
- Metepeira bengryi ARCHER, 1958
- Metepeira jamaicensis ARCHER, 1958
- Parazygiella carpenteri ARCHER, 1951
- Xylethrus arawak ARCHER, 1965

## Omaggi
- In suo onore, sempre nella medesima famiglia Araneidae, è stata denominata Mastophora archeri GERTSCH, 1955.

| Controllo di autorità | VIAF (EN) 50146094329500332359 · LCCN (EN) no2016038301 |